# Amtsgericht Wertingen

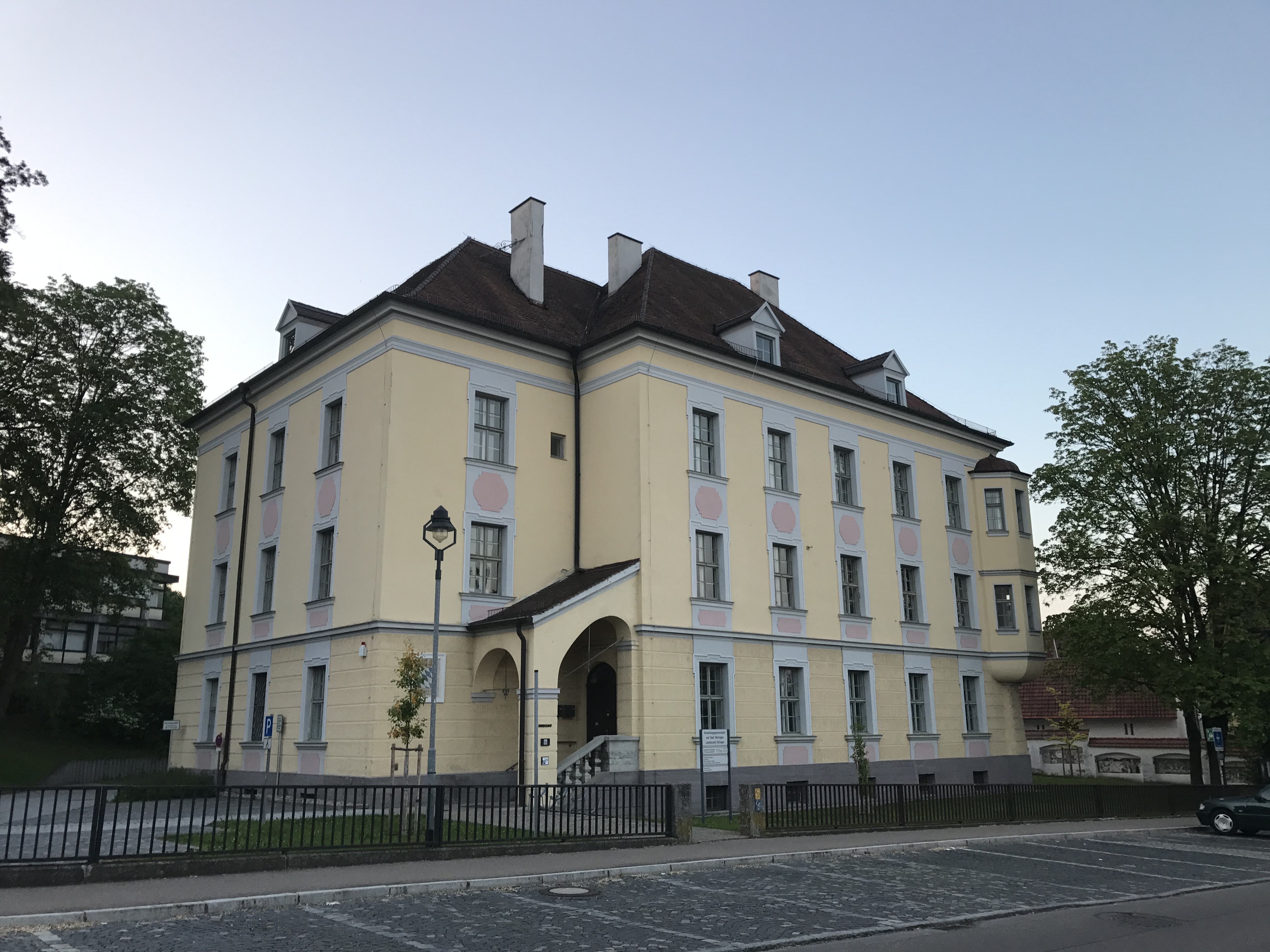
Ehemaliges Amtsgerichtsgebäude

Das Amtsgericht Wertingen war ein von 1879 bis 1973 bestehendes bayerisches Gericht der ordentlichen Gerichtsbarkeit mit Sitz in Wertingen.
Anlässlich der Einführung des Gerichtsverfassungsgesetzes am 1. Oktober 1879 wurde in der Stadt Wertingen ein Amtsgericht errichtet, dessen Sprengel aus
- den Gemeinden Affaltern, Allmannshofen, Biberbach, Binswangen, Blankenburg, Bliensbach, Bocksberg, Buttenwiesen, Ehingen, Eisenbrechtshofen, Emersacker, Erlingen, Feigenhofen, Frauenstetten, Gottmannshofen, Hegnenbach, Herbertshofen, Heretsried, Hettlingen, Hirschbach, Hohenreichen, Kühlenthal, Langenreichen, Laugna, Lauterbrunn, Markt, Meitingen, Oberthürheim, Ortlfingen, Ostendorf, Osterbuch, Pfaffenhofen, Prettelshofen, Rieblingen, Roggden, Sontheim, Unterthürheim, Villenbach, Wengen, Wertingen, Westendorf, Wortelstetten, Zusamaltheim und Zusamzell des vorherigen Landgerichtsbezirks Wertingen sowie
- der vom Landgericht Dillingen abgegebenen Gemeinde Riedsend zusammengesetzt war.[1][2] Übergeordnete Instanz war das Landgericht Augsburg.

Am 1. Januar 1910 kam noch der zuvor zum Amtsgericht Donauwörth gehörende Ort Lauterbach dazu.
Mit Inkrafttreten des Gesetzes über die Organisation der ordentlichen Gerichte im Freistaat Bayern (GerOrgG) am 1. Juli 1973 wurde das Amtsgericht Wertingen aufgelöst und dessen Bezirk folgendermaßen aufgeteilt:
- Affaltern, Allmannshofen, Biberbach, Blankenburg, Ehingen, Eisenbrechtshofen, Emersacker, Erlingen, Feigenhofen, Hegnenbach, Herbertshofen, Heretsried, Kühlenthal, Langenreichen, Lauterbrunn, Markt, Meitingen, Ortlfingen, Ostendorf, Westendorf und Zusamzell kamen als Bestandteil des neuen Landkreises Augsburg zum Amtsgericht Augsburg,
- die restlichen Gemeinden als Teil des jetzigen Landkreises Dillingen an der Donau zum Amtsgericht Dillingen an der Donau.

Das Gebäude des ehemaligen Amtsgerichts, ein dreigeschossiger Walmdachbau in der Schulstraße 10, steht heute unter Denkmalschutz.